# Dirijor
Dirijorul este persoana de referință într-un ansamblu coral, orchestră, în general într-un grup muzical. Artiștii instrumentiști sau lirici se coordonează între ei sub conducerea dirijorului, care le indică timpii, ritmica și dinamicile dintr-o compoziție muzicală.
De cele mai multe ori, dirijorul de orchestră lucrează în același timp cu un ansamblu orchestral cît și cu unul coral. Dirijorul asigură prin gesturile lui, gesturi legate direct de practica muzicală, legătura dintre compoziție, respectiv compozitor și publicul meloman. De multe ori, în actul cultural, valoarea gestului dirijoral este mai importantă chiar decât valoarea piesei supusă audiției.
Cei mai cunoscuți dirijori pe plan mondial sunt: 
Sergiu Celibidache a fost un geniu muzical care avea un auz execrabil poate cel mai bun auz și asta l-a făcut un dirijor de excepție extraordinară pe lângă celelalte calități cum ar fi cunoștințele despre dirijat și muzică în general. În comparație cu dirijorii contemporani care erau foarte cunoscuți și aclamați, dl. Sergiu Celibidache avea anumite daruri divine pentru că altfel nu se putea explica modul lui de a auzi din punct de vedere muzical atât de bine.  Din punctul multor muzicologi și metodiști ai muzicii, maestrul Sergiu Celibidache a fost și rămâne unul dintre cei mai mari dirijori români ai sec. XX dacă nu cel mai mare!

Herbert von Karajan, Leonard Bernstein, Bruno Walter, iar dintre cei mai recenți Zubin Mehta, Gustavo Dudamel, Daniel Barenboim, Seiji Ozawa.
1. ↑  AGRO-INDUSTRIAL TECHNOLOGIES OF THE CENTRAL RUSSIA, 9, 2018, doi:10.24888/2541-7835-2018-9, ISSN 2541-7835 https://doi.org/10.24888/2541-7835-2018-9, accesat în 6 aprilie 2025 Lipsește sau este vid: |title= (ajutor)